# Johann Gottfried Hempel
Johann Gottfried Hempel (* 2. Oktober 1752 in Berlinchen in der Neumark; † 24. Mai 1817 in Berlin) war ein deutscher Mediziner, Pharmazeut und Fabrikant.
Hempel promovierte 1785 an der Universität Helmstedt auf dem Gebiet der Pharmazeutik. Er war in Berlin als Apotheker tätig und publizierte einige wissenschaftliche Aufsätze. 1802 kaufte Hempel für 12.000 Taler das vier Meilen von Berlin entfernte Schloss Oranienburg und richtete dort eine Baumwollweberei zur Herstellung von Kattun ein. Er zog 1803 nach Oranienburg um. 1814 gründete er im Schloss Oranienburg die Chemische Produkten-Fabrik zu Oranienburg, um mit der Produktion von Schwefelsäure nach dem Bleikammerverfahren zu beginnen. Es handelte sich um die erste chemische Fabrik Preußens, in der das Bleikammerverfahren zur Anwendung kam.
Hempel war mit Dorothea Elisabeth geb. Naumann verheiratet. Die von Hempel gegründete Chemische Fabrik wurde ab 1814 von Georg Friedrich Albrecht Hempel († 1836) gemeinsam mit dem Apotheker Johann Heinrich Julius Staberoh weitergeführt.

## Schriften
- Dissertationem Super Saxon. Decis. VII. De Anno 1746. 1770, 8 Seiten.
- Auf das doppelte Namens-Fest Ihro Churfürstlichen Durchlauchten zu Sachsen ... Friedrich August ... als auch Amalien Augusten, 1771.
- De sale vitrioli. Pars prior. Helmstad 1785.
- Pharmazeutisch-chemische Abhandlung über die Natur der Pflanzensäuren und die Modifikationen, denen sie unterworfen sind; nebst einer chemischen Untersuchung der Winter- und Sommereiche. Berlin 1794  Digitalisierte Ausgabe der Universitäts- und Landesbibliothek Düsseldorf
- Crell’s Chemische Annalen enthalten weitere Aufsätze, die von Hempel unterzeichnet sind.